# Église Saint-Roch de Bruxelles
L’église Saint-Roch (en néerlandais : Sint-Rochuskerk) est un édifice religieux catholique sis au départ de la chaussée d'Anvers, dans le quartier Nord de la ville de Bruxelles (Belgique). Remplaçant un ancien édifice du XIXe siècle, la nouvelle église a la particularité d’avoir été aménagée à partir de la réaffectation d’un hangar industriel. Lieu de culte de la paroisse catholique Saint-Roch, elle est consacrée en 1995. 

## Histoire
Œuvre de l’architecte Raymaekers, une église est mise en chantier en 1862 dans le quartier Nord de la ville de Bruxelles (sur ce qui est aujourd’hui le boulevard Simon Bolivar) pour répondre aux besoins pastoraux de la paroisse créée en 1859. Le quartier étant fortement industriel, entre la gare du Nord et le port de Bruxelles (au départ du canal de Willebroeck), l’église est dédiée à saint Roch, patron des travailleurs du fer et de la métallurgie. 
Un siècle plus tard, le quartier a complètement changé de physionomie. Dans le cadre d’un plan de rénovation urbanistique (1964), l’église, qui avait été endommagée par le bombardement ennemi du port de Bruxelles (en 1943), est démolie en 1971 avec promesses d’en bâtir une nouvelle. 
Après 25 ans la promesse se réalisera... Diverses propositions n’aboutissent pas. Finalement c’est l’idée de développer le hangar industriel où la communauté catholique célébrait provisoirement le culte qui est adoptée. Un hangar industriel, au départ de la chaussée d’Anvers, est réhabilité et utilisé pour le lieu de culte. Les travaux commencent en 1993 et sont terminés deux ans plus tard. L’église est consacrée le 18 novembre 1995 par l’archevêque de Malines-Bruxelles, le cardinal Danneels. 
La structure architecturale du hangar contraint l’architecte Vincent Dupont à organiser l’arrangement des espaces intérieurs de manière originale. On n’y reconnait pas facilement les séparations traditionnelles entre nef, transept et chœur. Le porche est latéral au bâtiment, le clocher inexistant, les trois cloches (avec leur mécanisme) sont visibles, une toiture en quart de cercle, les pilastres sont surmontés de colonnettes carrées en béton, les travées sont de dimension irrégulière, la nef se prolonge en chœur sans transept, etc. L’église est une adaptation à l’usage liturgique réussie d’un bâtiment à l'origine assez quelconque. 
La communauté catholique à dominance africaine y est très active. L’eucharistie y est célébrée chaque jour. Le dimanche les messes adoptent les rites dits "congolais" ou "burundais" avec leurs chorales propres.